# A Província do Amazonas
A Província do Amazonas foi um jornal brasileiro sediado em Manaus, capital do estado do Amazonas. Foi o primeiro jornal impresso a circular no Amazonas. Foi fundado em 1850, ano da elevação do Amazonas à categoria de Província, por isso recebeu este nome, em homenagem à província recém-criada.
O jornal teve pouco tempo de atividade. Encontrou grande resistência entre a população amazonense da época, pois era impresso em Lisboa, capital de Portugal, e por isso usava o português como idioma de seus textos e publicações. Entretanto, a maioria da população do Amazonas falava o Nhengatu, uma língua mestiça, oriunda do português com o tupi. Por conta disso, o jornal encontrou dificuldades de permanecer com suas atividades jornalísticas no Amazonas e encerrou-as em 1852.